# B'ESTFEST
B'ESTFEST este un festival de muzică ce are loc în fiecare an în București, România, în incinta complexului Romexpo. Prima ediție a festivalului a avut loc în vara anului 2007, a durat trei zile (de pe 29 iunie până pe 1 iulie) și a atras peste 50.000 de spectatori. Numele inițial al festivalului a fost B'Estival, însă a fost schimbat în B'ESTFEST începând cu cea de-a doua ediție, deoarece mai existau două festivaluri cu același nume (în Marea Britanie, respectiv în Spania).
Printre formațiile și interpreții care au concertat la B'ESTFEST de-a lungul timpului se numără P!nk, Alice Cooper, Faithless, Marilyn Manson, Kasabian, Kaiser Chiefs, Manic Street Preachers, Nelly Furtado, Alanis Morissette, Cypress Hill, Judas Priest, Santana, Manowar, Moby, The Killers, Motorhead și Franz Ferdinand.